# Bad Day at Black Rock
Bad Day at Black Rock (bra Conspiração de Silêncio) é um filme de suspense dramático, em estilo western, produzido em 1955 nos Estados Unidos, dirigido por John Sturges. Não se trata de um western no sentido literal da palavra, mas sim um "thriller" com ambiente (de fundo social) tendo como cenário o Oeste do século XX.

## Sinopse
John J. Macreedy, um ex-combatente da recém-terminada Segunda Guerra Mundial (o filme se passa em 1945), desperta curiosidade ao ser o primeiro passageiro dos últimos 4 anos a descer na minúscula estação de trem (comboio) de Black Rock, Arizona. Mas logo a curiosidade por sua chegada se transforma em uma aberta hostilidade, quando Macreedy começa a investigar um caso abafado por uma quadrilha local, que tenta impedi-lo de descobrir o que aconteceu com um agricultor japonês.

## Elenco
- Spencer Tracy…John J. Macreedy
- Robert Ryan…Reno Smith
- Anne Francis
- Dean Jagger…Tim Horn
- Walter Brennan
- John Ericson…Pete Wirth
- Ernest Borgnine
- Lee Marvin…Hector David